# Amaury Capiot
Amaury Capiot (ur. 25 czerwca 1993 w Tongeren) – belgijski kolarz szosowy.

## Osiągnięcia
Opracowano na podstawie:

2011
- 1. miejsce w Gandawa-Menen
- 1. miejsce w Remouchamps-Ferrières-Remouchamps
- 1. miejsce na 1. etapie Keizer der Juniores

2014
- 1. miejsce w klasyfikacji młodzieżowej Tour du Loir-et-Cher

2016
- 3. miejsce w Omloop Mandel-Leie-Schelde

2018
- 2. miejsce w Nokere Koerse

2019
- 3. miejsce w Paryż-Bourges

2020
- 3. miejsce w Tour de Wallonie

2021
- 3. miejsce w Gran Premio Valencia

2022
- 2. miejsce w Gran Premio Valencia
- 1. miejsce w Grand Prix Cycliste La Marseillaise
- 1. miejsce na 3. etapie Boucles de la Mayenne
- 3. miejsce w Grand Prix de Fourmies
- 2. miejsce w Famenne Ardenne Classic

## Rankingi
| Rok             | 2014 | 2015 | 2016 | 2017  | 2018 | 2019 | 2020 | 2021 | 2022 | 2023  | 2024 |
| --------------- | ---- | ---- | ---- | ----- | ---- | ---- | ---- | ---- | ---- | ----- | ---- |
| World Ranking   |      |      | 144. | 1086. | 278. | 167. | 79.  | 170. | 67.  | 2355. | 222. |
| UCI Europe Tour | 377. | 168. | 42.  | 687.  | 151. | 138. | 65.  | 146. | 55.  | -     | -    |
|                 |      |      |      |       |      |      |      |      |      |       |      |
| Źródło: UCI     |      |      |      |       |      |      |      |      |      |       |      |